# Arrondissement di Albi
L'arrondissement di Albi è una suddivisione amministrativa francese, situata nel dipartimento di Tarn e nella regione dell'Occitania.

## Composizione
L'arrondissement di Albi raggruppa 170 comuni in 23 cantoni:
- cantone di Alban
- cantone di Albi-Centre
- cantone di Albi-Est
- cantone di Albi-Nord-Est
- cantone di Albi-Nord-Ovest
- cantone di Albi-Ovest
- cantone di Albi-Sud
- cantone di Cadalen
- cantone di Carmaux-Nord
- cantone di Carmaux-Sud
- cantone di Castelnau-de-Montmiral
- cantone di Cordes-sur-Ciel
- cantone di Gaillac
- cantone di Lisle-sur-Tarn
- cantone di Monestiés
- cantone di Pampelonne
- cantone di Rabastens
- cantone di Réalmont
- cantone di Salvagnac
- cantone di Valderiès
- cantone di Valence-d'Albigeois
- cantone di Vaour
- cantone di Villefranche-d'Albigeois